# 准长毛长足虻属
准长毛长足虻属（学名：Ahypophyllus）为长足虻科的一个属。

## 下属物种
本属包括以下物种：
- 中华准长毛长足虻 Ahypophyllus sinensis (Yang, 1996)